# Alm (vattendrag i Österrike)
Alm är ett vattendrag i Österrike.   Det ligger i förbundslandet Oberösterreich, i den centrala delen av landet, 180 kilometer väster om huvudstaden Wien.
Trakten runt Alm består till största delen av jordbruksmark. Runt Alm är det ganska tätbefolkat, med 139 invånare per kvadratkilometer.